# Gunnarella carinata
Gunnarella carinata är en orkidéart som först beskrevs av Johannes Jacobus Smith, och fick sitt nu gällande namn av Karlheinz Senghas. Gunnarella carinata ingår i släktet Gunnarella och familjen orkidéer. Inga underarter finns listade i Catalogue of Life.